# Rue Charles Van Lerberghe
Pour les articles homonymes, voir Charles Van Lerberghe et Van Lerberghe.
La rue Charles Van Lerberghe (en néerlandais : Charles Van Lerberghestraat) est une rue bruxelloise de la commune de Schaerbeek qui va de la rue de l'Agriculture à la rue du Corbeau.

## Histoire et description
La rue porte le nom d'un écrivain et poète belge francophone, Charles Van Lerberghe, né à Gand le 21 octobre 1861 et décédé à Bruxelles le 26 octobre 1907. Elle s'appelait précédemment chemin du Marché.
La numérotation des habitations va de 3 à 45 pour le côté impair et de 2 à 44 pour le côté pair.